# Willy Saeren
Willy Saeren (ur. 8 kwietnia 1926 w Nerem – zm. 13 sierpnia 2002 w Tongeren) – belgijski piłkarz grający na pozycji obrońcy. Był reprezentantem Belgii.

## Kariera klubowa
Swoją karierę piłkarską Saeren rozpoczął w klubie Tongerse SV Cercle, w którym zadebiutował w sezonie 1946/1947 w drugiej lidze belgijskiej i grał przez dwa lata. W 1948 roku przeszedł do pierwszoligowego RFC Liège. Z RFC dwukrotnie wywalczył mistrzostwo Belgii w sezonach 1951/1952 i 1952/1953 oraz wicemistrzostwo w sezonie 1958/1959. W 1960 roku zakończył w nim swoją karierę.

## Kariera reprezentacyjna
W reprezentacji Belgii Saeren zadebiutował 6 kwietnia 1952 w wygranym 4:2 towarzyskim meczu z Holandią, rozegranym w Antwerpii. W kadrze narodowej rozegrał 2 mecze, oba w 1952.